# Alexis Smith
Alexis Smith (8 de juny de 1921 – 9 de juny de 1993) va ser una actriu canadenca.

## Biografia
El seu veritable nom era Gladys Smith, i va néixer a Penticton, Columbia Britànica, Canadà. Era d'alçada elevada, una de les actrius més altes del moment, al costat de Kay Francis i Ingrid Bergman.
Després de destacar en una obra teatral, Smith va signar un contracte amb els estudis Warner Brothers. Les seves primeres actuacions van ser en petits papers sense sortir en els crèdits, necessitant diversos anys perquè la seva carrera cobrés importància. El seu primer paper acreditat va ser en el llargmetratge Dive Bomber (1941), interpretant al personatge femení principal, al costat de Errol Flynn. La seva actuació en The Constant Nymph (1943) va ser ben rebuda, i li va suposar el pas a papers més importants. En la dècada de 1940 va actuar amb algunes dels grans estrelles masculines de l'època, incloent a Errol Flynn en Gentleman Jim (1942) i San Antonio (1945) (en la qual cantava una versió de la balada Some sunday morning), Humphrey Bogart en The Two Mrs. Carrolls (1947), Cary Grant en Night and Day (1946), i Bing Crosby en Here Come the Groom (1951).
Entre altres films de Smith destaquen Rhapsody In Blue (1945), Of Human Bondage (1946) and The Young Philadelphians (1959).
Smith va aparèixer en la portada del 3 de maig de 1971 de la revista Time amb l'anunci que interpretaria a Broadway l'obra de Stephen Sondheim Follies, produïda per Hal Prince. El 1972 va guanyar el Tony a la millor actriu en un musical per aquesta interpretació. Després, el 1973, va treballar en The Women. El 1975 va interpretar la comèdia Summer Brave, i el 1978 el musical Platinum.
A més, Smith va tenir un paper recurrent en la sèrie televisiva Dallas, el 1984 i 1990. Pel seu treball en el sitcom Cheers el 1990 va ser nominada a un premi Emmy.
Alexis Smith va morir a Los Angeles, Califòrnia, el 1993, a causa d'un tumor cerebral. El seu últim film, L'edat de la innocència (1993), va ser estrenat poc després de la seva defunció. No havia tingut fills. Les seves restes van ser incinerades.

## Filmografia

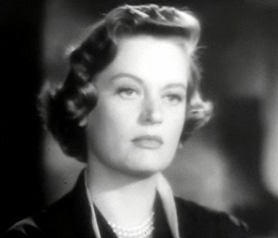
Split Second (1953)

### Cinema
- 1940: Lady with Red Hair: La filla del matrimoni
- 1940: She Couldn't Say No: la noia al telèfon #4
- 1941: Flight from Destiny: La jove que diu que voldria estar morta
- 1941: The Great Mr. Nobody: La dona en el despatx
- 1941: Here Comes Happiness: La rossa
- 1941: Affectionately Yours: Bridesmaid
- 1941: Singapore Woman de Jean Negulesco: Miss Oswald
- 1941: Three Sons o' Guns: Una actriu
- 1941: Dive Bombar: Mrs. Linda Fisher
- 1941: Those Good Old Days: Bit Part
- 1941: 'Smiling Ghost, The': Elinor Bentley
- 1941: Passatge from Hong Kong: La ballarina del Night Club
- 1941: Steel Against the Sky: Helen Powers
- 1942: Gentleman Jim: Victoria Ware
- 1943: The Constant Nymph: Florence Creighton
- 1943: Thank your lucky stars de David Butler: Ella mateixa
- 1944 :The Adventures of Mark Twain): Olivia Langdon Clemens
- 1944: The Doughgirls: Nan Curtiss Dillon
- 1944: Hollywood Canteen de Delmer Daves: Cameo
- 1945: The Horn Blows at Midnight: Elizabeth
- 1945: Retorn a l'abisme (Conflict): Evelyn Turner
- 1945 : Rhapsody in Blue: Christine Gilbert
- 1945: San Antonio: Jeanne Starr
- 1946: One More Tomorrow: Cecelia Henry
- 1946: Night and Day: Linda Lee Porter
- 1946: Of Human Bondage, d'Edmund Goulding: Nora Nesbitt
- 1947 :The Two Mrs. Carrolls: Cecily Latham
- 1947: Stallion Road de James V. Kern: Rory Teller
- 1948: The Woman in White: Marian Halcombe
- 1948: The Decision of Christopher Blake de Peter Godfrey: Evelyn Blake
- 1948: Whiplash: Laurie Durant
- 1949: South of St. Louis: Rouge de Lisle
- 1949: One Last Fling: Olivia Pearce
- 1949: Any Number Can Play de Mervyn LeRoy: Lon Kyng
- 1950: Montana: Maria Singleton
- 1950: Wyoming Mail de Reginald El Borg: Mary Williams
- 1950: Undercover Girl de Joseph Pevney: Christine Miller
- 1951: Here Comes the Groom: Winifred Stanley
- 1951: Cave of Outlaws: Liz Trent
- 1952: The Turning Punt: Amanda Waycross
- 1953: Split Second, de Dick Powell: Kay Garven
- 1954: The Sleeping Tiger: Glenda Esmond
- 1955: The Eternal Sea: Sua Hoskins
- 1957: Beau James: Alia Walker
- 1958: This Happy Feeling: Nita Hollaway
- 1959: The Young Philadelphians: Carol Wharton
- 1974: Intriga de otros mundos
- 1975: Jacqueline Susann's Once Is Not Enough de Guy Green: Deidre Milford Granger
- 1976: The Little Girl Who Lives Down the Lane: Mrs. Hallet
- 1978: Casey's Shadow: Sarah Blue
- 1982: La Truite: Gloria
- 1986: Tough Guys: Belle
- 1993: The Age of Innocence: Louisa van der Luyden

### Televisió
- 1955: The Star and the Story (Sèrie de televisió): Violeta Saffrey
- 1955: Stage 7 (Sèrie de televisió): Caroline Taylor
- 1956: On Trial (Sèrie de televisió): Libby Wilson
- 1959: The United States Steel Of Hour (Sèrie de televisió): Barbara Welch
- 1959: Aventures en les illes (Sèrie de televisió): Loraine Lucas
- 1960: Michael Shayne (Sèrie de televisió): Nora Carroll
- 1965: Els acusats (Sèrie de televisió): Carol Defoe
- 1970: The Governor & J.J. (Sèrie de televisió): Leslie Carroll
- 1971: Marcus Welby M.D. (Sèrie de televisió): Evie Craig
- 1973: Nightside (Sèrie de televisió): Smitty
- 1982 - 1984 i 1985: The Love Boat (Sèrie de televisió): Amanda Drake / Angela Lovett / Justina Downey
- 1984 i 1990: Dallas (Sèrie de televisió): Jessica Montford
- 1985: A Death in California (Sèrie de televisió): Honey Niven
- 1986: Dress Gray de Glenn Jordan (telefilm): la Sra. Iris Rylander
- 1988: Marcus Welby, M.D.: A Holiday Affair (telefilm): Tessa Menard
- 1988: Hothouse (Sèrie de televisió): Lily Garrison Shannon
- 1990: Cheers (Sèrie de televisió): Alice Anne Volkman
- 1990: Lola (telefilm): Phoebe